# Encelia
Genre
Classification phylogénétique
Encelia est un genre de plante à fleurs de la famille des Asteraceae.
Ce sont des plantes herbacées.

## Liste des espèces
- Encelia actoni Elmer
- Encelia californica Nutt.
- Encelia farinosa Gray ex Torr.
- Encelia frutescens (Gray) Gray
- Encelia nutans Eastwood
- Encelia resinifera C. Clark
- Encelia scaposa (Gray) Gray
- Encelia virginensis A. Nels.